# Isère (departament)
Isère (wymowaⓘ, iˈzɛːʀ) – francuski departament położony w regionie Owernia-Rodan-Alpy. Utworzony został podczas rewolucji francuskiej 4 marca 1790. Departament oznaczony jest liczbą 38. Jego nazwa pochodzi od rzeki Isère.
Według danych na rok 2010 liczba zamieszkującej departament ludności wynosi 1 206 374 os. (162 os./km²); powierzchnia departamentu to 7431 km². Ośrodkiem administracyjnym (prefekturą) i największym miastem departamentu jest Grenoble. 
W 2023 roku w skład departamentu wchodziło 512 gmin (lista).

## Miejscowości
Największe miejscowości departamentu (w nawiasach liczba ludności w 2021 roku):

- Grenoble (157 477)
- Saint-Martin-d’Hères (38 454)
- Échirolles (36 849)
- Vienne (31 051)
- Bourgoin-Jallieu (29 577)
- Fontaine (22 891)
- Voiron (20 891)
- Villefontaine (19 083)
- Meylan (18 573)
- L’Isle-d’Abeau (17 206)
- Saint-Égrève (16 995)
- Seyssinet-Pariset (11 753)
- Sassenage (11 660)
- Le Pont-de-Claix (10 805)
- Charvieu-Chavagneux (10 280)
- Eybens (9974)
- Voreppe (9758)
- Roussillon (8589)
- Vif (8584)
- Crolles (8317)
- Varces-Allières-et-Risset (8287)
- La Tour-du-Pin (8138)
- Seyssins (7997)
- Claix (7859)
- Tignieu-Jameyzieu (7815)
- Les Avenières Veyrins-Thuellin (7740)
- Saint-Marcellin (7708)
- Tullins (7706)
- Moirans (7565)
- La Verpillière (7500)